# Estudios Franciscanos
Estudis Franciscans ou Estudios Franciscanos (Estudos Franciscanos), é uma revista de estudos eclesiásticos e franciscanos fundada, com finalidades apologéticas, por Miquel d'Esplugues em 1907. Deixou de ser editada em 1936 e voltou a ser publicada em 1948. Atualmente, é o órgão científico de investigação de todas as províncias capuchinhas de Espanha e Portugal. Publica artigos em todas as línguas faladas na Península Ibérica.
A revista, nascida na Catalunha, constitui hoje em órgão de expressão da atividade científica de todas as províncias que compõem a Conferência Ibérica de Capuchinhos (C.I.C.). A CIC é a proprietária da revista, mas a revista tem sua sede na Catalunha.

## História, denominação e periodicidade
A revista foi fundada no ano 1907 com o nome de Revista de Estudios Franciscanos (1907-11).
Desde o periódico teve diversas denominações: Estudios Franciscanos (1912-22), Estudis Franciscans (1923-36) e, novamente, Estudios Franciscanos (desde 1947). Os volumes principais, publicados fora de série, são Homenaje al cardenal Vives y Tutó (1913), Miscel·lània tomista (1924), Franciscàlia (1928), e Miscel·lània lul·liana (1935). A coleção consta de mais de setenta e quatro volumes.
A revista saiu, inicialmente, com uma periodicidade mensal, em 1907. Em 1927 passou a ser trimestral  e, em 1947, quadrimestral. Hoje em dia se publica duas vezes por ano ano (janeiro-agosto e setembro-dezembro) e consta número tem cerca de 150 páginas. Em casos especiais se podem publicar números anuais.
Entre os colaboradores mais importantes se podem destacar: Miquel d'Esplugues (fundador e diretor), Antoni M. de Barcelona, Andreu de Palma de Mallorca, Francesc de Barbens, Modest de Mieras, Ambrós de Saldes, Basili de Rubí, Nolasc del Molar, Martí de Barcelona, Samuel d'Algaida, Marc de Castellví, Pere M. Bordoy i Torrents.

## Objetivos
A natureza da revista obedece a finalidades precisas, e atualmente os seus objetivos são:
- O fomento da investigação, de estudos e alta divulgação entre os religiosos capuchinhos;
- A extensão do pensamento, história e espiritualidade franciscanas.

## Diretrizes, estrutura e línguas
As diretrizes dos trabalhos científicos que em ela se publiquem são dois. Os artigos devem ser:
- Estudos redatados por religiosos capuchinhos, especialmente no campo das ciéncias eclesiásticas;
- Estudos diretamente relacionados com o pensamento e a vida franciscana-capuchinha, ainda que sejam feitos por pessoas que não pertencem a esta.

A estrutura da revista contempla diversas seções:
- Estudos de investigação;
- Notas e comentários;
- Resenhas;
- Livros recebidos.

A revista é publicada nas línguas próprias da Conferência Ibérica de Capuchinhos. Podem-se admitir artigos redigidos em outras línguas, mas, nesse caso, deve-se  incluir um resumo em língua espanhola.